# Kayak Island
Kayak Island är en ö i Kanada.   Den ligger i territoriet Nunavut, i den östra delen av landet, 2 200 km nordväst om huvudstaden Ottawa. Arean är 0,82 kvadratkilometer.
Terrängen på Kayak Island är mycket platt. Öns högsta punkt är 9 meter över havet. Den sträcker sig 1,4 kilometer i nord-sydlig riktning, och 1,6 kilometer i öst-västlig riktning.